# È stato bello amarti
È stato bello amarti è un film italiano del 1968 diretto da Adimaro Sala.

## Trama
Andrea è un giovane che stanco di vivere nella provincia dove è nato e cresciuto decide di lasciare tutto compresi amici e fidanzata 
per trasferirsi in città dove incontrerà Eleonora una donna già impegnata sentimentalmente ma con la quale instaura comunque una relazione. La morte della donna in un incidente stradale lo porterà a riconsiderare la scelta fatta e a ritornare sui propri passi.

## Colonna sonora
La colonna sonora del film è stata composta da Stefano Torossi e pubblicata nel 1969 dalla CAM in formato LP con numero di catalogo Pre 2. Il disco contiene sul lato A la colonna sonora del film È stato bello amarti, mentre sul lato B contiene la colonna del film Omicidio per vocazione. L'album originale è stato inoltre ristampato in Svezia nel 2009 dalla Fin de Siècle Media in CD con numero di catalogo FDS32, con i due lati invertiti, cosicché si trova prima la colonna sonora di Omicidio per vocazione e di seguito quella di È stato bello amarti.